# Телеграфный дом (Таганрог)
Телеграфный дом — двухэтажное здание в городе Таганроге Ростовской области.  Объект культурного наследия регионального значения (решение № 301 от 18.11.92 года). В конце XIX века в здании работала телеграфная станция.
Адрес:  г. Таганрог, Греческая улица, 88.

## История

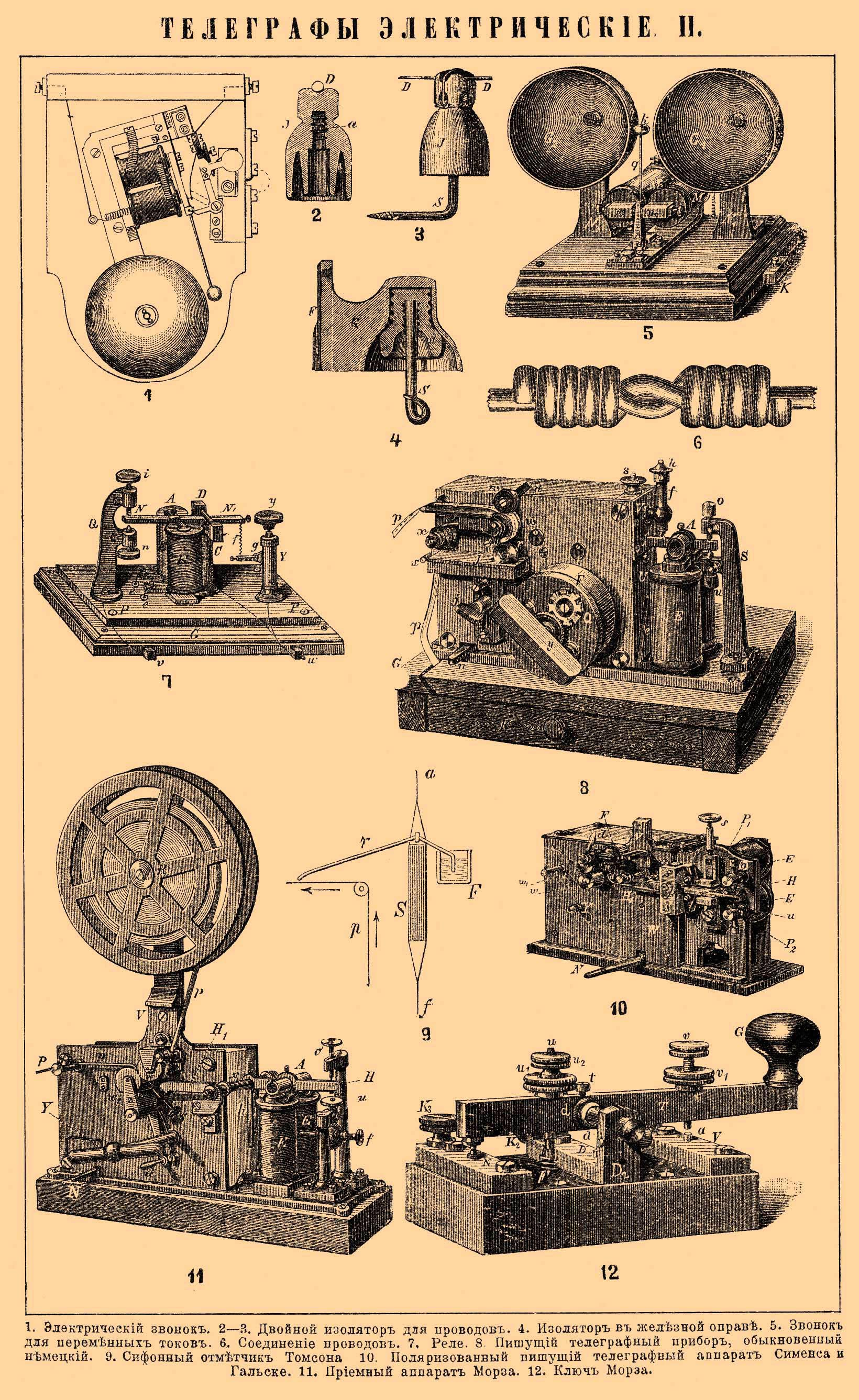
Первые электрические телеграфы. 1. Электрический звонок. 2 и 3. Двойной изолятор для проводов. 4. Изолятор в железной оправе. 5. Звонок для переменных токов. 6. Соединение проводов. 7. Реле. 8. Пишущий телеграфный прибор, обыкновенный немецкий. 9. Сифонный отметчик Томсона. 10. Поляризованный пишущий телеграфный аппарат Сименса и Гальске. 11. Приемный аппарат Морзе. 12. Ключ Морзе.

Двухэтажное здание Телеграфного дома по улице Греческой д. 88, в городе Таганроге Ростовской области было построено в 1859 году на средства греческого купца второй гильдии Аргирия Скурича. Здание построено в соответствии с типовым проектом ГАРО.
По окончании строительства здание было сдано в наем для размещения в нём оборудования первой таганрогской телеграфной станции. Станция открылась 13 января 1860 года и работала на линии Бердянск–Мариуполь-Таганрог–Ростов-на-Дону.
Купеческое сословие города было заинтересованно в  телеграфе, поскольку он позволял ускорить заключение торговых сделок и получение товара. В 1859 году сообщество таганрогских купцов писало: «...Возрастающее с каждым годом развитие торговли в портовых городах Азовского моря, явила крайне ощутительную потребность сообщения посредством электрических сообщений между этими портами и Одессою, Харьковом, Москвою и Петербургом, а еще более с главными  торговыми городами и портами Западной Европы... Что же касается издержек на этот предмет, то они весьма скоро и легко и даже с избытком покроются доходами от взимания платы за телеграфные депеши».
Начальником телеграфа был назначен приехавший из Риги подпоручик Александр Петрович Тимофеев.

Схема гальванического элемента Даниэля — Якоби

В то время оборудование станции состояло из четырех приемо-передатчиков, питаемых постоянным током от системы батарей Даниэля из 42 элементов. Телеграф работал с 7 часов утра до 9 часов вечера и относился ко второму классу действия. Все отправляемые телеграммы делились на правительственные, служебные и личные.
С 1870-х и по 1880-е годы здание было продано полковнику Александру Гавриловичу Реми, затем, до начала 20 века, домом владели его сыновья Александр и Владимир и их семьи. Через несколько лет здание приобрела жена чиновника Анна Петровна Федорова. В конце 19 века дом отошел 39-летней вдове Анне Петровне Иващенко.
Предпоследним хозяином дома стал Аба Иосифович Несвежинский. При советской власти и до 1925 года здание принадлежало торговцу кожевенными товарами на Новом базаре П. М. Стулю, после его было национализировано.
В 1918 году, при немецкой оккупации Таганрога, в здании находился продовольственный комитет и городская биржа труда. В настоящее время это жилой дом.